# 2024년 핀란드 대통령 선거
2024년 핀란드 대통령 선거는 2024년 1월 28일에 1차 투표가 열렸으며, 2월 11일에 결선 투표가 열렸다. 유권자들은 6년 임기의 공화국 대통령을 선출하게 된다. 사울리 니니스퇴 현 대통령은 임기가 제한되어 있어 재선에 출마할 수 없다. 최대 2번의 임기를 역임했기 때문에 선출된 대통령은 국가의 13번째 대통령이 된다.
만약 새 대통령이 1월 28일 1차 투표에서 유효 투표 수의 절반 이상을 얻어 당선되었다면, 임기는 2월 1일부터 시작되었을 것이다. 그러나 과반수 표를 얻은 후보가 없기 때문에 알렉산데르 스투브와 페카 하비스토가 2월 11일 결선 투표에 참가할 예정이다. 새 대통령 임기는 3월 1일부터 시작된다.

## 반응
1라운드 결과에 대해 알렉산데르 스투브는 "우리는 현 단계에서 감사하고 겸손할 수 있는 결과를 얻었다"고 말했다. 페카 하비스토는 그의 공연을 "정말 훌륭한 결과"라고 설명했다. 유시 할라아호는 자신이 기대했던 것보다 "더 좋았다"고 언급하면서 결과에 "만족"해야 한다고 말했다. 이는 핀란드당의 역사상 최고의 대선 결과였다. Olli Rehn은 유권자들에게 감사를 표했다. 미카 알톨라(Mika Aaltola)는 외교 안보 정책이 선거 의제에 포함돼 기쁘지만 "다시 이런 일을 맡게 되기까지는 시간이 좀 걸릴 것"이라고 말했다. Rehn, 사리 에사야 및 Harry Harkimo는 결선에서 어떤 후보도 지지하는 것을 거부했으며 Essayah는 "시민은 자신의 선호에 따라 투표할 수 있다"고 말했고 Harkimo는 Stubb와 Haavisto가 "모든 것에 대해 동일한 의견을 가지고 있다"고 말했다.